# Rosières-près-Troyes
Rosières-près-Troyes – miejscowość i gmina we Francji, w regionie Grand Est, w departamencie Aube.
Według danych na rok 1990 gminę zamieszkiwały 2283 osoby, a gęstość zaludnienia wynosiła 366 osób/km².

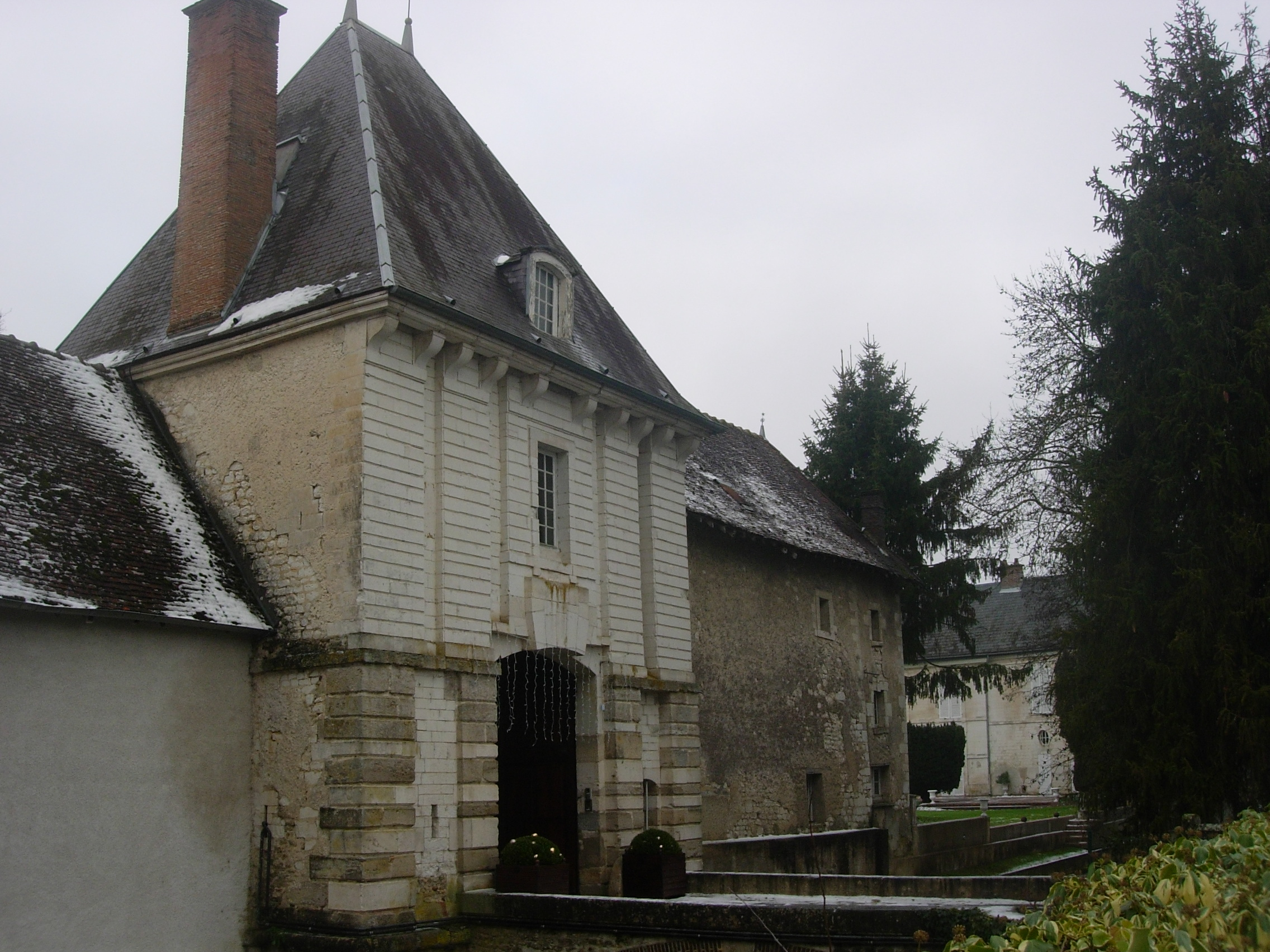
Zamek w Rosières-près-Troyes, 2010